# Helcystogramma
Helcystogramma é um gênero de traça pertencente à família Agonoxenidae.